# Kostel svatého Jana Křtitele (Kroměříž)
Římskokatolický kostel svatého Jana Křtitele je filiálním kostelem
římskokatolické farnosti při kostele svatého Mořice. Kostel stojí v historickém jádru Kroměříže na Masarykově náměstí. V Ústředním seznamu kulturních památek České republiky je kostel i se sochou sv. Jana Nepomuckého (stojící u boční zdi kostela vlevo od vchodu) veden pod číslem 35733 / 7-6009.

## Historie
Současný barokní kostel, vybudovaný v letech 1737 – 1768 piaristy podle projektu biskupského architekta Ignáce Josefa Cyraniho z Bolleshausu (1700 – 11.10.1758 Hodonín), stojí na místě románského kostelíka s gotickými prvky, který postavili johanité. Vnitřní rozměry kostela jsou 42 metrů na délku a 15 metrů na šířku. Výška kopule je 35 metrů. Na atice fasády nad znakem piaristů je osazeno sousoší Kristova křtu od Ondřeje Zahnera.

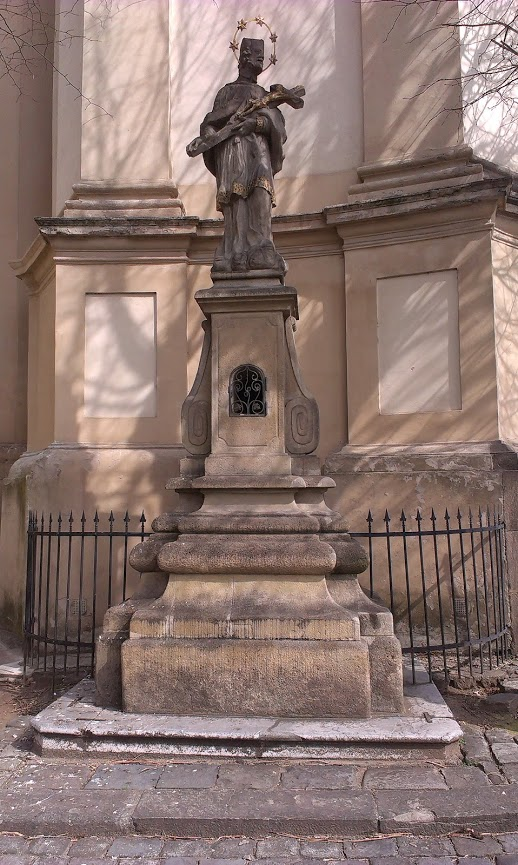
Socha Jana Nepomuckého
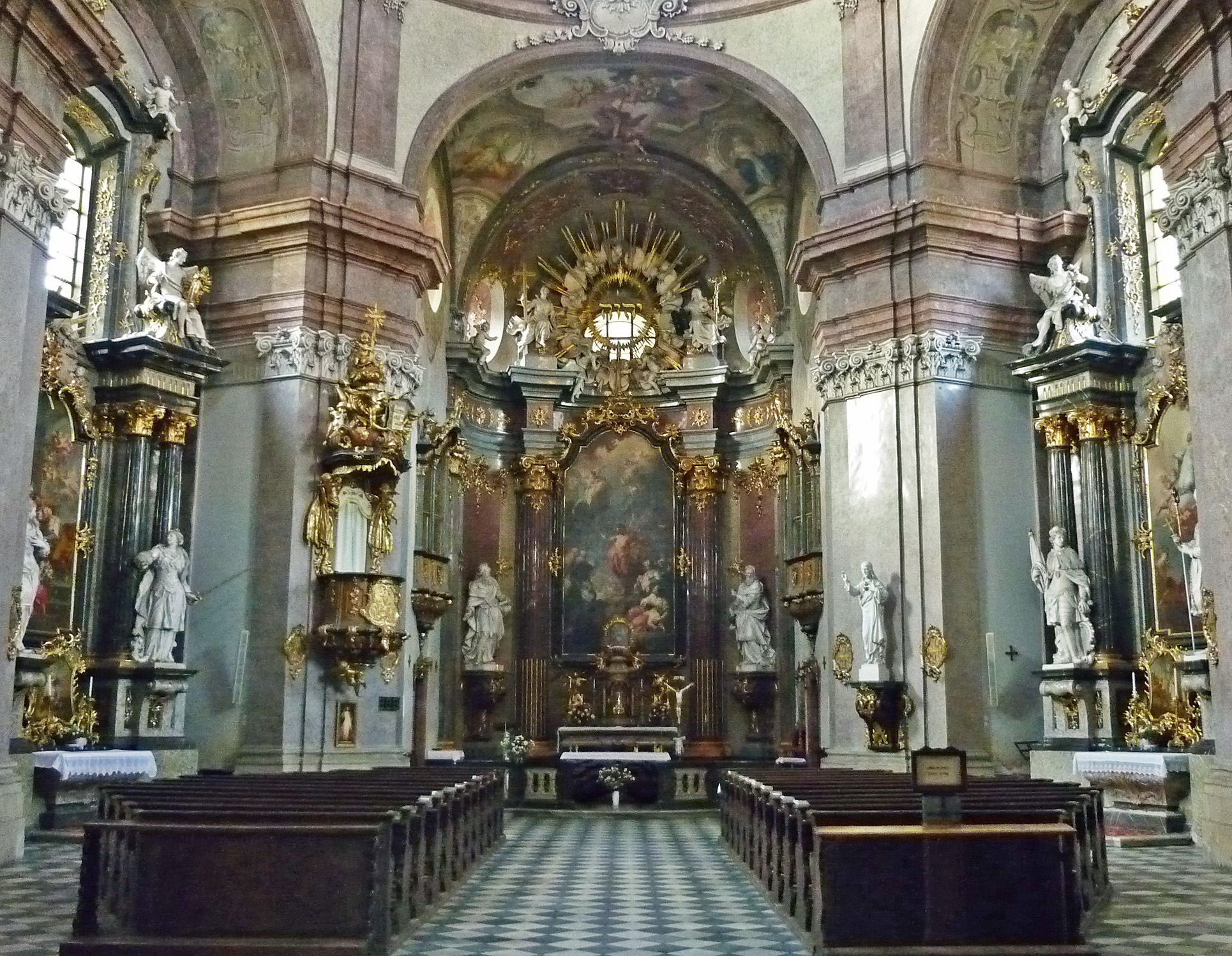
Interiér kostela
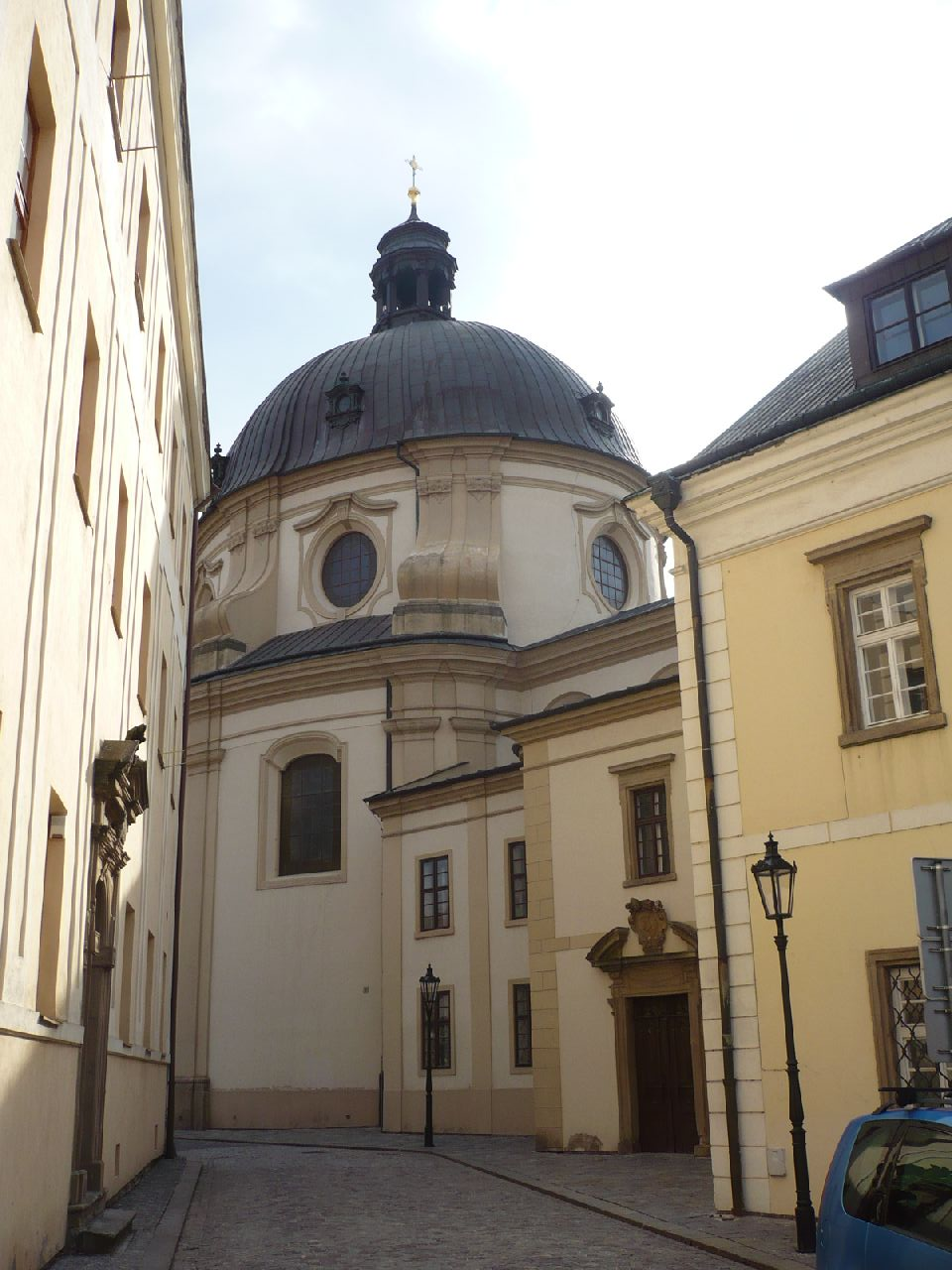
Pohled z Pilařovy ulice